# Rue Louis-Vicat
La rue Louis-Vicat est une voie du 15e arrondissement de Paris. 

## Situation et accès
Sa particularité est de comporter uniquement des numéros pairs, car le côté opposé de la rue, qui serait de numérotation impaire, est longé par le périphérique extérieur de Paris. Les immeubles qui bordent la rue sur son côté constructible sont essentiellement bâtis sur le territoire de la commune de Vanves. Plusieurs voies de cette ville partent de la rue Louis-Vicat et se dirigent vers le sud : l'avenue Victor-Hugo, la rue Sadi-Carnot et la rue Jean-Bleuzen.

## Origine du nom

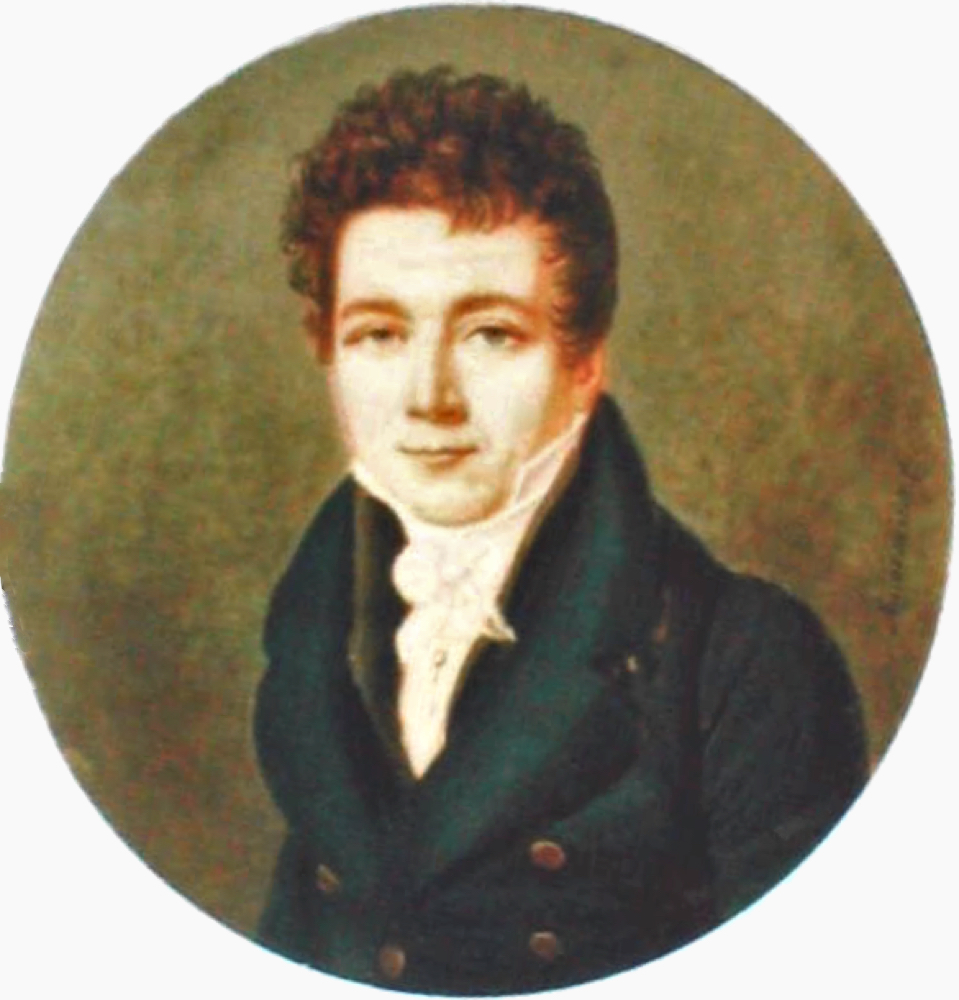
Louis Vicat.

L'origine de son nom renvoie à la personne de Louis Vicat (1786-1861), inspecteur général des Ponts et Chaussées qui a posé les bases de l'industrie des liants hydrauliques.

## Historique
Cette rue est ouverte en 1946 sur l'ancien territoire de Vanves annexé à Paris par décret du 3 avril 1925. 
Réaménagée en 1963 lors de la construction du boulevard périphérique sous le nom provisoire de « voie M/15 », elle prend sa dénomination actuelle le 28 avril 1965.